# Гімн НАТО
Гімн НАТО (англ. The NATO Hymn, фр. Hymne de l'OTAN) — гімн Організації Північноатлантичного договору.
Є п'єсою без слів для інструментального оркестру, яку 1989 року написав Андре Райхлінг (1956—2020) — люксембурзький військовий офіцер, учасник офіційного військового оркестру своєї країни.
Гімн використовувався неофіційно протягом багатьох років і був офіційно прийнятий у січні 2018 року.

## Історія
Перша пропозиція створити гімн НАТО з'явилась в 1950-х роках. Уперше прийняти організаційний гімн НАТО пропонували 1958 року, коли відзначали його десятиліття. Запропоновану тоді мелодію («NATO Song») публічно виконали, але не прийняли офіційно. Тоді ж був створений «Церемоніальний марш НАТО», який виконували під час відвідин Штаб-квартири НАТО представниками влади.
1960 року маршал Королівських військово-повітряних сил Великої Британії Едвард Чилтон запропонував об'єднати національні гімни держав-членів в єдину композицію як гімн організації.
1989 року на честь 40-річчя НАТО офіцер люксембурзького військового оркестру Андре Райхлінг написав інструментальну музичну п'єсу під назвою «Гімн НАТО», яка того ж року була виконана на ювілейному гала-концерті. Він був офіційно прийнятий 3 січня 2018 року.